# Янги-Юл (Куюргазинский район)
Янги-Юл (баш. Яңы Юл) — деревня в Куюргазинском районе Республики Башкортостан Российской Федерации. Входит в состав Якшимбетовского сельсовета.

## География

### Географическое положение
Расстояние до:
- районного центра (Ермолаево): 30 км,
- центра сельсовета (Якшимбетово): 3 км,
- ближайшей ж/д станции (Ермолаево): 30 км.

## Население
| 2002 | 2009 | 2010 |
| ---- | ---- | ---- |
| 120  | ↗132 | ↘128 |